# Řád menších bratří konventuálů
Řád menších bratří konventuálů (latinsky Ordo Fratrum Minorum Conventualium, zkratka OFM Conv.) je řeholní řád, jedna ze tří větví františkánského řádu. Jeho členové jsou nazýváni minorité, tímto výrazem jsou však označováni také františkáni v době do rozštěpení řádu na začátku 16. století.

## Dějiny řádu

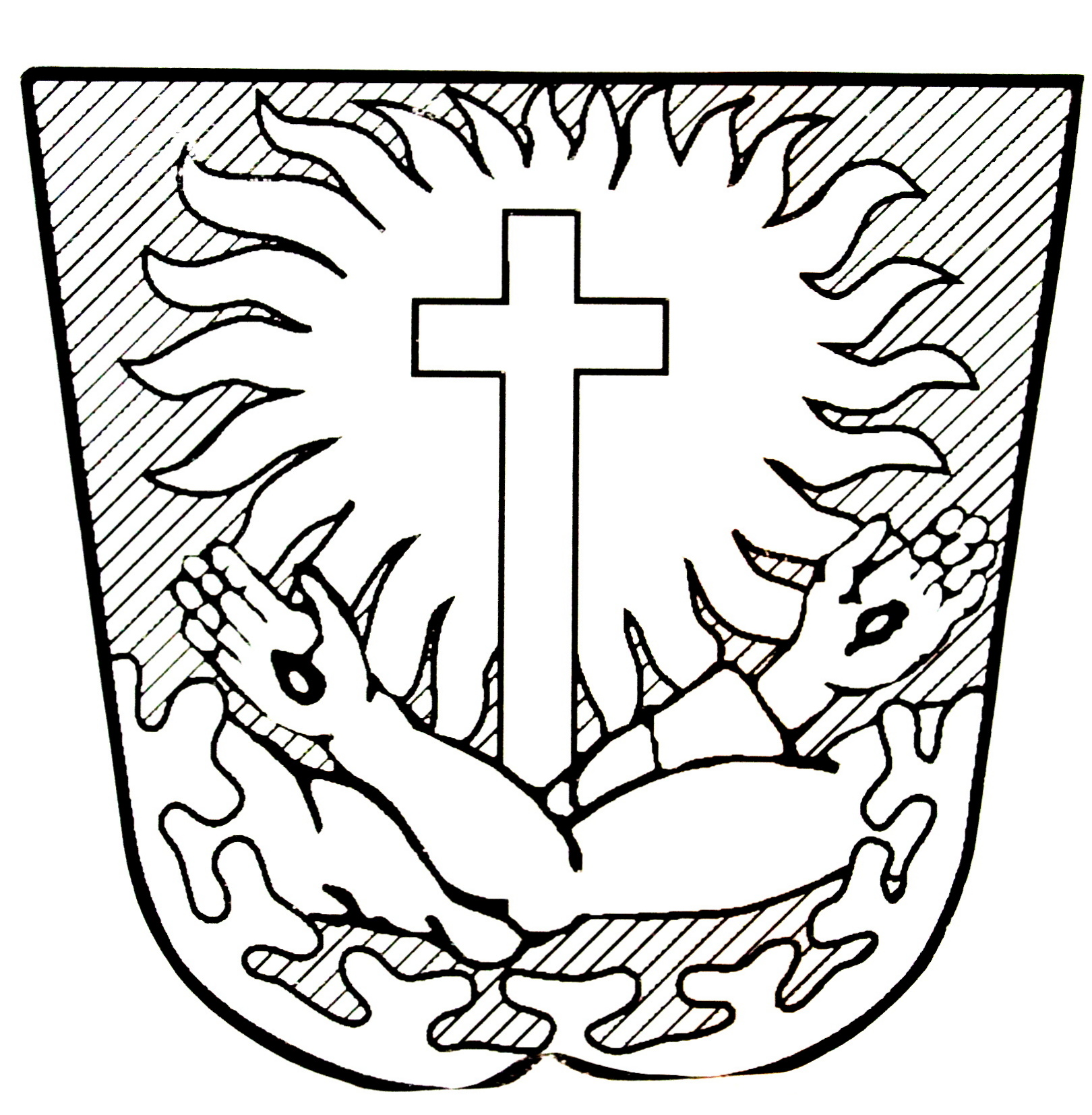
Znak minoritů v brněnském klášteře „u dvou svatých Janů“

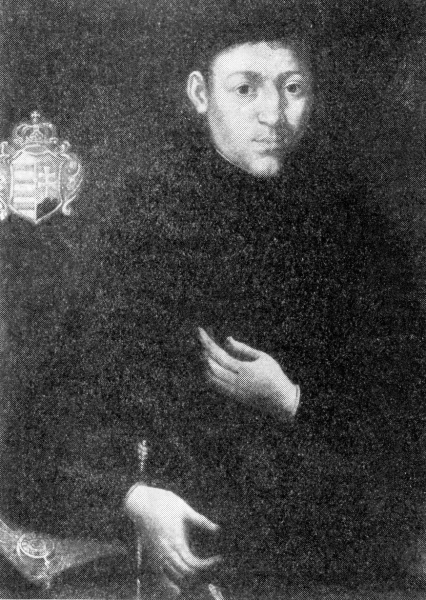
Lazar Schopper, provinciál řádu Minoritů; roku 1723 sestoupil jako první člověk na dno Macochy.

Žebravý řád minoritů byl založen roku 1209 sv. Františkem z Assisi a jeho řeholi potvrdil v tomtéž roce papež Inocenc III. Již od poloviny 13. století se začal řád štěpit na přísnější a mírnější observance (ustanovení řehole); sami minorité časem zmírnili původní řeholi, ale až do roku 1443 trvala jednotná organizace. Mezi zastánce přísnější observance patřili sv. Bernardin Sienský (bernardini), sv. Petr z Alkantary (alkantarini) a i v Čechách působící Jan Kapistrán. Od roku 1443 byli ustanoveni dva vikáři: předalpský a zaalpský. V čele řádu stál generál. Roku 1519 však došlo při generální kapitule k rozštěpení na dva samostatné řády – minority (řád menších bratří konventuálů) a františkány-observanty. Papež Lev X. (1513–1521), z jehož popudu se generální kapitula konala, vydal pak pro minority roku 1517 bulu, podle níž měli minorité právo volit vlastního generála. Generálovi pomáhá sekretář, asistent a prokurátor.
Řád se dělí na provincie v čele s provinciálem. Provincie se dále dělí na kustodie řízené kustodem, do nichž vždy patří několik konventů. V čele konventu stojí kvardián, jenž má někdy zástupce – vikáře. Řád má kněze a laické bratry a členy III. řádu sv. Františka (terciáři). Novicmistr je představený noviců. Řád koná generální, provinční a konventní kapituly, na nichž volí řádové funkcionáře. Definitoři jsou zvláštní funkcionáři v provincii. Řád udržoval až do počátku 20. století tzv. „affiliaci“, podle níž byl člen po složení slibu přičleněn (afiliován) k některému konventu, do něhož byl pak jako starý přeložen.

## Cíle

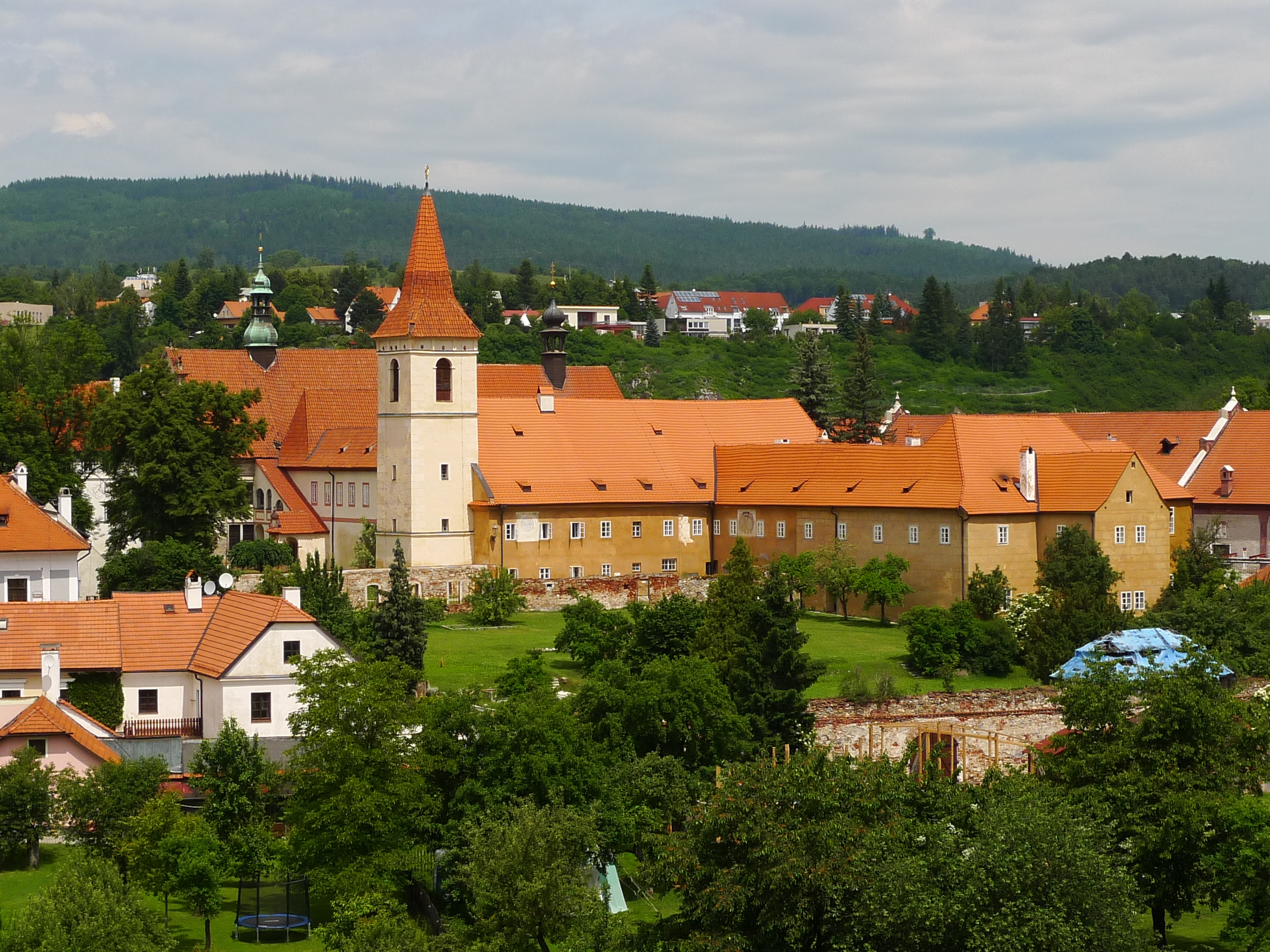
Minoritský klášter v Českém Krumlově

Hlavním úkolem tohoto žebravého řádu bylo žít v naprosté chudobě a odříkání a věnovat se službě Bohu, kázání, misiím domácím i zahraničním a duchovní správě; zvláště byl řád zaměřen na lidové vrstvy. Vedle toho však vynikali někteří jeho členové v teologii, filozofii i v jiných vědách.
Generální kapitula se schází v Římě za předsednictví apoštolského delegáta a generálních definitorů, všech provinciálů a jednoho voleného zástupce za každou provincii a volí generála. Jemu ku pomoci se volí čtyři asistenti. Spolu s řádovým prokurátorem tvoří radu generála; funkční období je šestileté. Provinční kapitula volí funkcionáře na tři léta. Provincie má mít nejméně šest konventů a třicet bratří, kustodie tři konventy. Po rozdělení řádu roku 1517 bylo asi 20–25 tisíc minoritů ve 34 provinciích. Roku 1935 bylo 20 provincií a 5 komisariátů s 302 domy a 4 359 členy. Léta 1971 pak byly 604 domy s 4 104 členy.

## Symboly

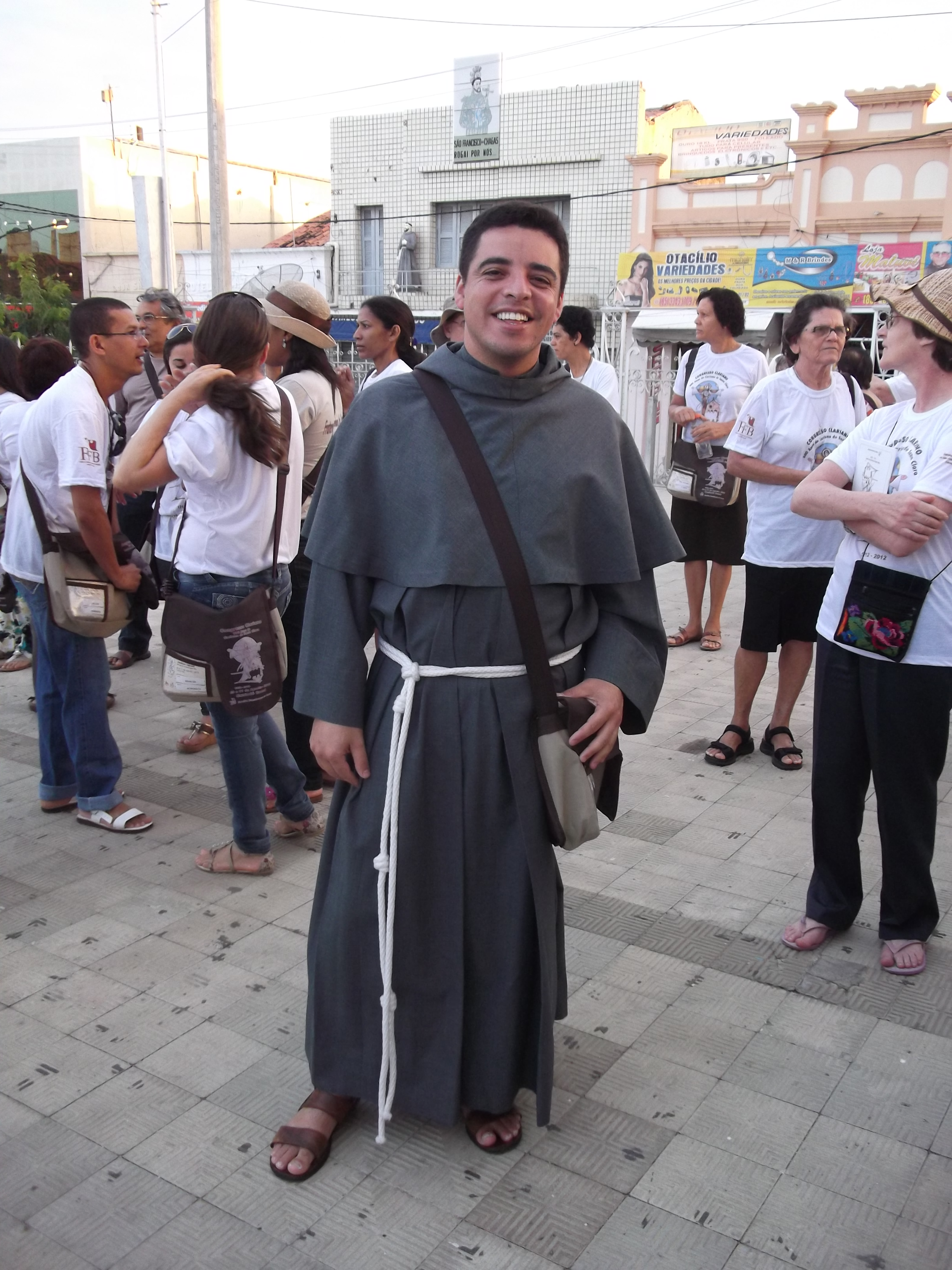
Řeholník

Řeholní oděv: černý hábit s kapucí, provazovým cingulem s růžencem, kněží mají kolárek a černý biret.
Znak: kříž různé barvy s paprsky vycházejícími z mraků a dvě zkřížené paže (paže Pána Ježíše Krista a paže sv. Františka z Assisi) s červenými stigmaty.

## Minorité včeských zemích
V českých zemích se objevili minorité již roku 1228 (u kostela sv. Jakuba na Starém Městě Pražském) a postupně vznikající konventy vytvořily česko-polskou provincii. Ještě ve 13. století se tato provincie dělila na sedm kustodií. Roku 1517 vznikla samostatná česká provincie, ale konventy na Moravě byly přiděleny do provincie rakouské. Česká provincie s domy ve Slezsku existovala do roku 1822, kdy se spojila s provinicií moravskou (v letech 1732–1822 byla samostatná) a roku 1912 vznikla provincie československá. V 18. století byly již jen čtyři kustodie: pražská (do ní spadala i zrušená kustodie litoměřická), hradecká, krumlovská a vratislavská.